# Цитронелаль
Цитронелаль або родинал (C 10 H 18 O) це монотерпеноїдний альдегід, основний компонент у суміші терпеноїдних хімічних сполук, які надають олії цитронелли характерний лимонний аромат.
Цитронелаль є основним ізолятом у дистильованих оліях рослин роду Цимбопогон (за винятком C. citratus, кулінарного лемонграсу), евкаліпта лимонного (Corymbia citriodora) і чайного дерева з лимонним запахом (Leptospermum petersonii). (S)-(−)- енантіомер цитронелаля становить до 80 % олії з листя кафрського лайма і є сполукою, яка забезпечує його характерний аромат.
Цитронелаль має репелентні властивості, зокрема особливо високу репелентну ефективність проти комарів. Також є докази, що цитронелаль має сильні протигрибкові властивості.

## Конкурсний статус
- Британська фармакопея[4]

## Дивитися також
- Цитраль
- Цитронелол
- Цитронелова олія
- Гідроксицитронеллаль
- Алергія на парфуми